# Robinson 2022 (höst)
Höstsäsongen av Robinson 2022 var den 22:a säsongen av Robinson. Säsongen hade premiär den 9 oktober 2022 på TV4 och C More och spelades in vid Malackasundet i Malaysia. Det var den första säsongen som Petra Malm var programledare för programmet. Under 42 dagar tävlade 22 deltagare om att vinna Robinson-statyetten och 500 000 kronor. Vinnaren av säsongen blev Lars-Olov Johansson. Nyheten denna säsong var att immuniteterna var icke-personliga, det vill säga kunde ges bort av innehavaren till en annan deltagare.

## Deltagare
TV4 avslöjade den 22 september 2022 säsongens 18 startdeltagare. Utöver de deltagarna bestod Gränslandet initialt av återvändarna Christina, Isabella och Sandra från vårsäsongen av Robinson 2022, där alla tre tvingades bryta sin medverkan den säsongen på grund av covid-19. Vårsäsongens fjärde och sista covid-fall, Per Grape, erbjöds också en plats men tackade nej. Helen blev den andra deltagaren i Robinsons historia att bli utröstad tre gånger innan denne tvingades lämna tävlingen.
| Namn                 | Ålder | Ort           | Startdag | Slutplacering | Elimineringsdag |
| -------------------- | ----- | ------------- | -------- | ------------- | --------------- |
| Lars-Olov Johansson  | 44    | Luleå         | 1        | 1             | Vinnare         |
| Martin Larsson       | 24    | Täby          | 1        | 2             | 42              |
| Kristofer Nystedt    | 33    | Stockholm     | 1        | 2             | 42              |
| Alexander Strandberg | 43    | Halmstad      | 5        | 4             | 41              |
| Helen Lindborg       | 32    | Stockholm     | 1        | 5             | 41              |
| Sandra Cucarano      | 25    | Stockholm     | 1        | 6             | 40              |
| Isabella Resmark     | 26    | Ängelholm     | 1        | 7             | 39              |
| Andreas Haraldsson   | 29    | Halmstad      | 1        | 8             | 38              |
| Homayon Sytes        | 22    | Härnösand     | 1        | 9             | 34              |
| Sofia Spendler       | 31    | Visby         | 1        | 10            | 34              |
| Greta Pierre         | 23    | Stockholm     | 1        | 11            | 34              |
| Britten Nordström    | 46    | Farsta strand | 1        | 12            | 34              |
| Merdi Losokola       | 21    | Sollentuna    | 1        | 13 (lämnade)  | 27              |
| Nathalie Johansson   | 26    | Västerås      | 1        | 14 (lämnade)  | 21              |
| Julie Joanzon        | 20    | Vänersborg    | 1        | 15 (lämnade)  | 18              |
| Ulf Ström            | 65    | Stockholm     | 1        | 16 (lämnade)  | 17              |
| Pelle Lilja          | 58    | Enskede       | 1        | 17 (lämnade)  | 17              |
| Valentino Demina     | 31    | Stockholm     | 1        | 18 (lämnade)  | 17              |
| Pernilla Johansson   | 32    | Österlen      | 1        | 19            | 13              |
| Linda Nehlstedt      | 52    | Sjöbo         | 1        | 20            | 9               |
| Markus Andersson     | 24    | Helsingborg   | 1        | 21 (lämnade)  | 8               |
| Christina Nordback   | 34    | Stockholm     | 1        | 22            | 5               |